# Art Karlsruhe

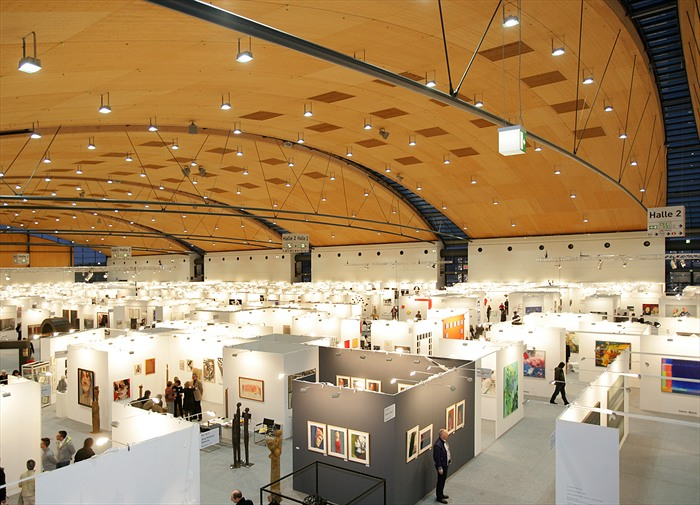
Eine Messehalle während der Art Karlsruhe 2012

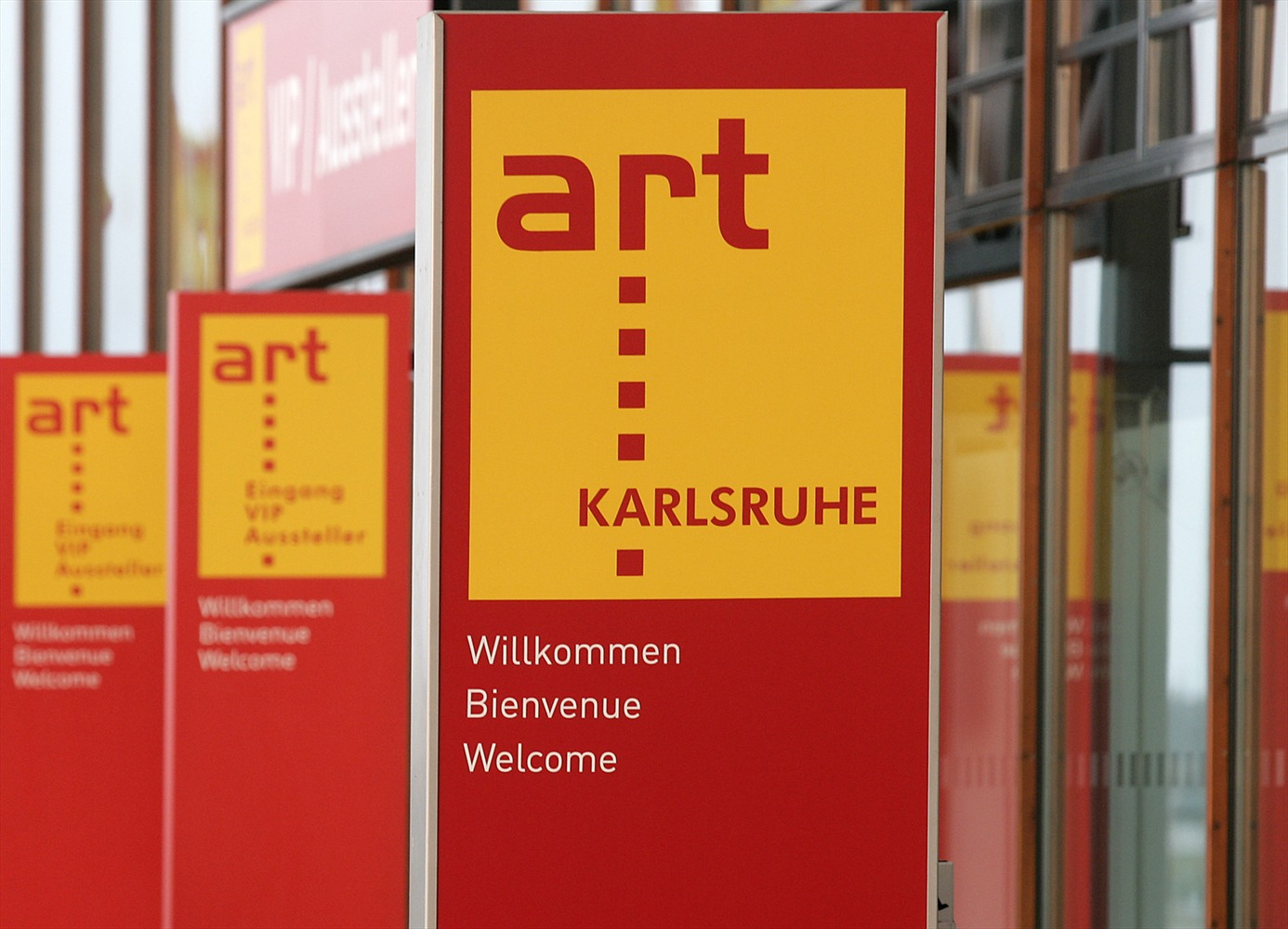
Signet der Messe am Eingang (Foto: 2012)

Die Art Karlsruhe (Eigenschreibweise art karlsruhe) ist eine internationale Kunstmesse für Klassische Moderne und Gegenwartskunst in Karlsruhe. Sie wird von der Karlsruher Messe- und Kongress GmbH seit 2004 jährlich im Februar auf dem Gelände der Messe Karlsruhe durchgeführt. Die nächste art karlsruhe findet statt vom 5. bis 8. Februar 2026. 

## Die Messe
Initiator der Kunstmesse war der damalige Messegeschäftsführer Claus Hähnel. Seit Anbeginn fungierte der Galerist Ewald Karl Schrade als Kurator. In vier säulenfreien Messehallen werden auf 35.000 m² Ausstellungsfläche Galerien Werke zeitgenössischer und moderner Künstler aus den Bereichen Malerei, Skulptur, Editionen, Fotografie, Objekte und Installationen zum Verkauf angeboten. Der Grundriss umfasst Skulpturenplätze, One-Artist-Shows (einem einzelnen Künstler werden 25 m² Ausstellungsfläche eingeräumt) und Ruhezonen. Wegen der Corona-Pandemie fand im Mai 2021 die rein digitale art Karlsruhe selections statt. Im Mai 2023 übertrug der Kurator und Gründer Ewald Karl Schrade die Leitung der Kunstmesse an die Kunsthistorikerin Olga Blaß und Kristian Jarmuschek als Vorsitzender des Beirats. In diesem Zusammenhang wurden im Jahr 2024 folgende Themenbereiche neu eingeführt: Paper Square, re:discover, Newcomer und die One-Artist-Show.

## ARTIMA art meeting
Als Begleitprogramm wird seit 2006 an zwei Messetagen ein Informationsforum veranstaltet. 2008 wurde dessen Förderung durch eine Kunstversicherung übernommen und wird seither unter dem Namen ARTIMA art meeting fortgeführt. Interessierten werden Podiumsgespräche über Fragen des zeitgenössischen Kunstbetriebs geboten. Themen waren bisher unter anderem das Verhältnis von Kunst und Markt, die Situation der Kunstkritik und die Bedingungen der Kunstproduktion. Teilnehmer der Gespräche sind einerseits Vertreter des internationalen Kunstmarktes: Künstler, Sammler, Galeristen, Museumsdirektoren, Kunstjournalisten usw., andererseits Moderatoren, wie Dorothee Baer-Bogenschütz, Karlheinz Schmid oder Hans Joachim Müller. 2024 moderierte Lisa Zeitz, Chefredakteurin der WELTKUNST, die beiden Tage vor allem mit Fokus auf das Thema re:discover. 
Weitere Talks laufen unter dem Titel Monopol-Talks am Stand des langjährigen Medienpartners der Messe. 
Weiterhin finden von Mittwoch bis Sonntag die SWR Kultur Gespräche und Messtalks auf der ARTIMA art Forum Bühne statt.

## Sonderschauen
Jedes Jahr werden auch Sonderausstellungen präsentiert.
- 2004: „Kunst nach 1945“ – Sammlung Hurrle; MOMAK – Museum of Modern Art Kabul
- 2005: Fine Art Faculty Kabul; Morat – Institut für Kunst und Kunstwissenschaft
- 2006: Sammlung Falckenberg
- 2007: Künstler der Gruppe CoBrA aus der Sammlung Gudrun und Peter Selinka; Sammlung Rik Reinking
- 2008: Sharja – Cultural Capital oft the United Arab Emirates
- 2009: Fotosammlung Arthur de Ganay
- 2010: „Looping Memories“ – Arbeiten aus einer Schweizer Videokunst-Sammlung Carola und Günther Ketterer-Ertle
- 2010: Zeitgenössische südafrikanische Kunst aus privaten Sammlungen: Sammlung Sello Rathete Collection und Daimler Art Collection
- 2011: „Fashion – Modephotographie aus neun Jahrzehnten“ aus dem Bestand von Camera Work Berlin; „Permanent Trouble“ – aktuelle Kunst aus der Sammlung Kopp, München
- 2012: Pop Art aus der Sammlung Gunter Sachs und Sammlung Marli Hoppe-Ritter
- 2013: Fotografien von Gisèle Freund aus der Sammlung Marita Ruiter
- 2014: Sammlung Henri Nannen[2] und Sonderschau „rosalie“
- 2015: „Some like it cool“ – Schauwerk Sindelfingen
- 2016: Kirchner Museum Davos: der Maler als Fotograf; messmer foundation präsentiert: André Evard
- 2017: Tomi Ungerer – Zeichnungen, Collagen und Objektkunst aus der Sammlung Würth; 30 Jahre Retour de Paris; Sonderschau Druckgrafik
- 2018: L’Amour fou pour l’Art – Einblicke in die Sammlung Frieder Burda und Sonderschau Druckgrafik
- 2019: Sammlung Peter C. Ruppert: Konkrete Kunst in Europa nach 1945 und Sonderschau Druckgrafik
- 2020: Sammlung der Hans-Peter Haas Stiftung – Serigraphien großer Meister von Ackermann bis Vasarely und Sonderschau Druckgrafik
- 2022: Privatsammlung Klöcker – Frauen: Sammlung Klöcker und Sonderschau Druckgrafik
- 2023: Sonderschau des Galeristen Ewald Karl Schrade
- 2024: Sonderschau Sammlung LBBW
- 2025: Sonderausstellung zum privaten Sammeln „Tamina Amadyar – Einblicke in die Sammlung Christoph Keller. Eine kuratierte Sonderschau im Dialog mit der Sammlung der SGK“, kuratiert von Stefanie Patruno, Direktorin der Städtischen Galerie Karlsruhe

## Preise
Seit 2008 wird auf der art karlsruhe der gleichnamige, mit 15.000 Euro dotierte Preis vom Land Baden-Württemberg und von der Stadt Karlsruhe an die beste One-Artist-Show verliehen. Das Geld dient zum Ankauf von Arbeiten des Künstlers durch das Land und die Stadt Karlsruhe für die art-Karlsruhe-Collection in der Städtischen Galerie Karlsruhe. Die bisherigen Preisträger waren:
- 2008: Reto Boller und die Galerie Mueller-Roth, Stuttgart
- 2009: Thomas Müller und die Galerie Sturm, Stuttgart
- 2010: Julius Grünewald und die Galerie Karlheinz Meyer, Karlsruhe
- 2011: Jens Hanke und die Galerie Hunchentoot, Berlin
- 2012: Tatjana Doll und die Galerie Klaus Gerrit Friese, Stuttgart
- 2013: Claude Wall und die Galerie Angelo Falzone, Mannheim[3]
- 2014: Jessica Buhlmann und die Galerie Anja Rumig, Stuttgart
- 2015: Alfonso Hüppi und die Galerie Reinhold Maas, Reutlingen
- 2016: Werner Schmidt und die Galerie Werner Wohlhüter, Leibertingen
- 2017: Neringa Vasiliauskaite und die Galerie Smudajescheck, München
- 2018: Sarah McRae Morton und die Galerie Anja Knoess, Köln
- 2019: Myriam Holme und die Galerie Bernhard Knaus Fine Art, Frankfurt
- 2020: Annette Kelm, Galerie König, Berlin
- 2022: Ambra Durante und die Galerie Friese, Berlin
- 2023: Mona Radiabari und die Galerie Michael Sturm, Stuttgart
- 2024: Carlo Krone und die Galerie Thomas Fuchs, Stuttgart
- 2025: Etsu Egami und die Galerie KORNFELD

### Hans Platschek-Preis
Ebenfalls seit 2008 wird der Hans Platschek-Preis für Kunst und Schrift von der Hans Platschek Stiftung auf der art karlsruhe verliehen. Die Wahl ist jedes Jahr einem Einzeljuror überlassen. Die bisherigen Preisträger waren:
- 2008: F. W. Bernstein (Juror: Manfred Eichel)
- 2009: Friedrich Einhoff (Juror: Werner Hofmann)
- 2010: Monika Grzymala (Juror: Axel Hecht)
- 2011: Werner Büttner (Juror: Harald Falckenberg, Jurist, Unternehmer und Kunstsammler)
- 2012: Rolf Bier (Juror: Ulrich Krempel)
- 2013: Guillaume Bruère (Juror: Robert Fleck)
- 2014: Sandra Boeschenstein (Jurorin: Ulrike Groos)
- 2015: Rikuo Ueda (Juror: Sebastian Giesen)
- 2016: Justin Almquist (Juror: Matthias Mühling)
- 2017: Jonathan Meese (Juror: Florian Illies)
- 2018: Michael Kunze (Juror: Gregor Jansen, Kunsthistoriker, Publizist und Kurator)
- 2019: Monica Bonvicini (Jurorin: Bettina Steinbrügge, Direktorin des Kunstvereins in Hamburg)
- 2020: Helga Schmidhuber (Juror: Alexander Klar)
- 2021: Monika Baer (Jurorin: Christina Végh, Direktorin der Kunsthalle Bielefeld)
- 2022: Osmar Osten (Jurorin: Ulrike Lorenz; Präsidentin der Klassik Stiftung Weimar)
- 2023: Cornelia Schleime (Juror: Thomas Köhler; Direktor Berlinische Galerie)
- 2024: Paula Doepfner (Jurorin: Marion Ackermann; Generaldirektorin der Staatlichen Kunstsammlungen Dresden)
- 2025: Ingeborg Lüscher (Jurorin: Bettina Steinbrügge, Generaldirektorin des Mudam Luxemburg – Musée d’Art Moderne Grand-Duc Jean)

### Loth-Skulpturenpreis
Seit 2018 wird auf der art karlsruhe der Loth-Skulpturenpreis vergeben. Bisherige Preisträger waren:
- 2018: Joana Vasconcelos, Galerie Scheffel, Bad Homburg
- 2019: Jörg Bach, Galerie Wohlhüter, Leibertingen-Thalheim
- 2020: Gary Schlingheider, galerie burster, Berlin/Karlsruhe
- 2022: Stefan Rohrer, Galerie Scheffel, Bad Homburg
- 2023: Klaus Münch, Galerie Albert Baumgarten, Freiburg
- 2024: Andreas Blank, Galerie Art Affair, Regensburg
- 2025: Eva Hild, Galerie Martina Kaiser